# Ondina. Un amor para siempre
Ondina. Un amor para siempre (título original en alemán: Undine) es una película dramática de fantasía romántica germano-francesa de 2020 dirigida por Christian Petzold. Tuvo su estreno mundial el 23 de febrero de 2020 en el 70° Festival Internacional de Cine de Berlín, donde fue seleccionada para competir por el Oso de Oro en la sección de competencia. Paula Beer ganó el Oso de Plata a la Mejor Actriz. Se estrenó en los cines a partir de Alemania el 11 de junio de 2020.

## Trama
Undine Wibeau, una historiadora que da conferencias sobre el desarrollo urbano de Berlín, tiene una aventura con Johannes, un hombre casado que rompe con ella. Undine le dice que si la deja, tendrá que matarlo, una referencia al mito de la ondina, y le pide que la espere en un café mientras ella da una conferencia. Después de la conferencia, regresa al café y descubre que él se ha ido. Mientras lo busca, un hombre que asistió a su conferencia, Christoph, se le presenta, le dice que es un buzo industrial y le pide que tome un café. Christoph rompe accidentalmente el acuario en el café y los dos son expulsados. Los dos comienzan una relación apasionada.
Christoph está arreglando una turbina en Lingese cuando ve un siluro al que él y sus colegas se refieren cariñosamente como Big Gunther. Más tarde, él y Undine se encuentran y la lleva a bucear. Undine se aleja flotando y casi se ahoga, pero Christoph consigue arrastrarla a la orilla y revivirla. Antes de que ella regrese a Berlín, él le regala una pequeña estatua de un buzo. Él la visita en su departamento en Berlín, y mientras los dos están caminando, se cruzan con Johannes y su pareja Nora, con Undine y Johannes compartiendo una mirada de complicidad.
Después de que Christoph se va, Johannes pide reunirse con Undine y le dice que ha cometido un error y que no debería haber terminado su relación, pero ella lo rechaza. Por la noche, Undine recibe una llamada de Christoph preguntando por Johannes. Él le pregunta si estaba enamorada de él, pero no le cree cuando ella lo niega y cuelga. Undine le deja un mensaje de voz, pero al no recibir respuesta por la mañana decide visitarlo. Al llegar al Lingese, descubre que un accidente dejó a Christoph atrapado bajo el agua sin aire durante 12 minutos y ha sido hospitalizado en estado de muerte cerebral. Ella le cuenta a la colega de Christoph, Monika, sobre la llamada telefónica, pero Monika le dice que el accidente de Christoph ocurrió la tarde anterior y la acusa de mentir.
Undine visita a Johannes en su casa, donde está nadando con Nora. Después de que Nora entra en la casa, Undine entra en la piscina y ahoga a Johannes, antes de sumergirse en el embalse de Lingese. En el mismo momento, Christoph se despierta gritando su nombre. Christoph viaja a Berlín para buscar a Undine, pero al visitar su piso se encuentra con una pareja que no reconoce, quienes le dicen que los apartamentos se alquilan par períodos cortos y que Undine ya debe haberse ido. Él visita su trabajo, donde una de sus compañeras de trabajo le dice que Undine era una trabajadora independiente y que no la ha visto en meses.
Dos años después, Christoph vive ahora con Monika, que está embarazada. Se le pide que vuelva a trabajar en las turbinas del Lingese y, mientras bucea, se encuentra con Undine, que está nadando bajo del agua. Cuando emerge, inspecciona la transmisión de video pero no encuentra nada. Esa noche, regresa al Lingese y se sumerge a pesar de los gritos de Monika. Ve a Undine una vez más. Mientras Monika se sienta sola junto al agua, Christoph regresa y la abraza, sosteniendo la estatua del buceador.

## Reparto
- Paula Beer como Undine Wibeau
- Franz Rogowski como Christoph
- Jacob Matschenz como Johannes
- Maryam Zaree como Monika
- Julia Franza Richter como Nora
- Rafael Stachowiak como Jochen
- Anne Ratte-Polle como Anna
- Gloria Endres de Oliveira como Antonia
- José Barros como Miguel

## Recepción
Undine recaudó $78,689 en América del Norte y $932,147 en todo el mundo. La película tiene un 89% en el agregador de reseñas Rotten Tomatoes, basado en 131 reseñas, con un promedio de 7.3/10. El consenso crítico del sitio web dice: "Undine se basa en el folclore para una fantasía oscura cuya narración turbia a menudo se ve compensada por el romance encantador en su núcleo". En Metacritic, tiene una calificación de 75 sobre 100, basada en 32 críticos, lo que indica "críticas generalmente favorables".